# Beas
Beas é um município da Espanha na província de Huelva, comunidade autónoma da Andaluzia, de área 144 km². Em 2021 tinha 4 464 habitantes (densidade: 31 hab./km²).

## Demografia
| Variação demográfica do município entre 1991 e 2004 | Variação demográfica do município entre 1991 e 2004 | Variação demográfica do município entre 1991 e 2004 | Variação demográfica do município entre 1991 e 2004 |
| --------------------------------------------------- | --------------------------------------------------- | --------------------------------------------------- | --------------------------------------------------- |
| 1991                                                | 1996                                                | 2001                                                | 2004                                                |
| 4072                                                | 4232                                                | 4130                                                | 4139                                                |